# Morning Glory (Schiff, 1993)
Die Morning Glory ist ein staatenloser, ehemals unter der Flagge Nordkoreas fahrender Öltanker, der 1993 in Japan gebaut wurde.

## Geschichte
Der Aframax-Tanker wurde vom indonesischen Ölunternehmen Pertamina bei der Werft Kanasashi Company in Toyohashi, Japan in Auftrag gegeben und dort am 2. Februar 1993 unter der Baunummer 3300 auf Kiel gelegt. Der Stapellauf fand am 25. März 1993 statt und die Fertigstellung des Schiffes folgte am 2. Juli 1993.
Bereedert wurde das Schiff anfangs von Graciela Shipping in Panama. Im Jahr 2005 veräußerte Pertamina die Bandar Ayu zusammen mit ihrem Schwesterschiff Tandjung Ayu für 40 Millionen Euro mit einer Rückcharter, woraufhin das Schiff unter singapurischer Flagge und dem neuen Namen Pergiwati eingesetzt wurde. Nach einem weiteren Verkauf an Gulf Rose Shipping im Jahr 2008 fuhr der Tanker unter dem Namen Gulf Glory und dem Management der Reederei Fal Shipping Company aus Sharjah, Vereinigte Arabische Emirate unter liberianischer Flagge. Im Februar 2014 erwarb ein Unternehmen aus Nordkorea das Schiff und benannte es in Morning Glory um.
Im März 2014 wollten Milizen einer selbsternannten Autonomieregierung im Osten Libyens mit den Tanker auf eigene Faust Rohöl exportieren. Drei bewaffnete Aufständische hatten das Schiff am Ölterminal von as-Sidr unter ihre Kontrolle gebracht und beluden den Tanker. Der libysche Ministerpräsident Ali Seidan wurde kurz danach vom Parlament abgesetzt. Am Abend des 16. März 2014 wurde das Schiff Ziel einer Kommandoaktion. Das United States Special Operations Command Europe ordnete auf Befehl von US-Präsident Barack Obama nach einer Bitte der libyschen und zypriotischen Regierung an die USA, die Erstürmung des staatenlosen Tankschiffs an. US-Soldaten der Spezialeinheit Navy SEALs vom Zerstörer Roosevelt konnten den Tanker in internationalen Gewässern südöstlich von Zypern unter ihre Kontrolle bringen. Der Zerstörer Stout begleitet den Tanker zurück nach Libyen.

## Technische Daten
Das Schiff wird von einem Sechszylinder-Zweitakt-Dieselmotor des Herstellers Mitsui-B&W (Typ 6S50MC) mit einer Leistung von 7.855 kW angetrieben. Der Motor wirkt auf einen Festpropeller. Das Schiff erreicht eine Geschwindigkeit von rund 15 kn.